# Ester Workel
Ester Workel, född den 18 mars 1975 i Haaksbergen i Nederländerna, är en nederländsk roddare.
Hon tog OS-silver i åtta med styrman i samband med de olympiska roddtävlingarna 2008 i Peking.